# Grewia flava
Grewia flava är en malvaväxtart som beskrevs av Dc.. Grewia flava ingår i släktet Grewia och familjen malvaväxter. Inga underarter finns listade i Catalogue of Life.